# Kei Taniguchi
Kei Taniguchi (Ehime, 15 juli 1974) is een voormalig Japans voetballer.

## Carrière
Kei Taniguchi speelde tussen 1993 en 1996 voor Nagoya Grampus Eight.